# Football League One 2010-2011
La Football League One 2010-2011, conosciuta anche con il nome di Npower League One per motivi di sponsorizzazione, è stato l'84º campionato inglese di calcio di terza divisione, nonché il 7º con la denominazione di League One.

## Stagione

### Novità
- Sponsor

A causa del mancato rinnovo del contratto con la Coca Cola, il nuovo sponsor della Football League divenne la Npower, azienda britannica operante nel settore energetico.
- Utilizzo calciatori

Le rose delle squadre partecipanti potevano essere composte al massimo da 25 tesserati, di cui almeno 10 provenienti dal settore giovanile. Nessuna restrizione, invece, per l'ingaggio dei calciatori Under-21.
- Regole finanziarie

Le nuove regole finanziarie stabilirono il blocco del mercato per i club insolventi nei confronti della Football League.

## Squadre partecipanti
| Squadra                | Città                       | Stadio                       | Stagione precedente                                   |
| ---------------------- | --------------------------- | ---------------------------- | ----------------------------------------------------- |
| Bournemouth            | Bournemouth                 | Dean Court                   | 2º posto in Football League Two, promosso             |
| Brentford              | Londra (Hounslow)           | Griffin Park                 | 9º posto in Football League One                       |
| Brighton & Hove Albion | Brighton                    | Withdean Stadium             | 13º posto in Football League One                      |
| Bristol Rovers         | Bristol                     | Memorial Stadium             | 11º posto in Football League One                      |
| Carlisle United        | Carlisle                    | Brunton Park                 | 14º posto in Football League One                      |
| Charlton Athletic      | Londra (Charlton)           | The Valley                   | 4º posto in Football League One                       |
| Colchester United      | Colchester                  | Colchester Community Stadium | 8º posto in Football League One                       |
| Dagenham & Redbridge   | Londra (Barking e Dagenham) | Victoria Road                | 7º posto in Football League Two, promosso             |
| Exeter City            | Exeter                      | St James Park                | 18º posto in Football League One                      |
| Hartlepool United      | Hartlepool                  | Victoria Park                | 20º posto in Football League One                      |
| Huddersfield Town      | Huddersfield                | Galpharm Stadium             | 6º posto in Football League One                       |
| Leyton Orient          | Londra (Leyton)             | Brisbane Road                | 17º posto in Football League League One               |
| Milton Keynes Dons     | Milton Keynes               | Stadium:mk                   | 12º posto in Football League One                      |
| Notts County           | Nottingham                  | Meadow Lane                  | 1º posto in Football League Two, promosso             |
| Oldham Athletic        | Oldham                      | Boundary Park                | 16º posto in Football League One                      |
| Peterborough United    | Peterborough                | London Road                  | 24º posto in Football League Championship, retrocesso |
| Plymouth Argyle        | Plymouth                    | Home Park                    | 23º posto in Football League Championship, retrocesso |
| Rochdale               | Rochdale                    | Spotland Stadium             | 3º posto in Football League Two, promosso             |
| Sheffield Wednesday    | Sheffield                   | Hillsborough                 | 22º posto in Football League Championship, retrocesso |
| Southampton            | Southampton                 | St. Mary's Stadium           | 7º posto in Football League One                       |
| Swindon Town           | Swindon                     | County Ground                | 5º posto in Football League One                       |
| Tranmere Rovers        | Birkenhead                  | Prenton Park                 | 19º posto in Football League One                      |
| Walsall                | Walsall                     | Bescot Stadium               | 10º posto in Football League One                      |
| Yeovil Town            | Yeovil                      | Huish Park                   | 15º posto in Football League One                      |

## Allenatori e primatisti
| Squadra                | Manager                                                                  | Calciatore più presente (tra parentesi il numero delle presenze) | Cannoniere (tra parentesi il numero dei gol) |
| ---------------------- | ------------------------------------------------------------------------ | ---------------------------------------------------------------- | -------------------------------------------- |
| Bournemouth            | Eddie Howe (1ª-24ª) Lee Bradbury (25ª-46ª)                               | Jason Pearce (46)                                                | Marc Pugh (12)                               |
| Brentford              | Andy Scott (1ª-26ª) Nicky Forster (27ª-46ª)                              | Karleigh Osborne, Myles Weston (42)                              | Gary Alexander, Charlie MacDonald (9)        |
| Brighton & Hove Albion | Gustavo Poyet                                                            | Elliot Bennett, Gary Dicker, Marcos Painter (46)                 | Glenn Murray (22)                            |
| Bristol Rovers         | Paul Trollope (1ª-19ª) Darren Patterson (20ª-21ª) David Penney (22ª-46ª) | Will Hoskins (43)                                                | Will Hoskins (17)                            |
| Carlisle United        | Greg Abbott                                                              | James Berrett, Adam Collin, Frank Simek, Tom Taiwo (46)          | James Berrett (10)                           |
| Charlton Athletic      | Phil Parkinon (1ª-22ª) Chris Powell (23ª-46ª)                            | Semedo (42)                                                      | Johnnie Jackson (13)                         |
| Colchester United      | John Ward                                                                | Kayode Odejayi (44)                                              | Ian Henderson (10)                           |
| Dagenham & Redbridge   | John Still                                                               | Romain Vincelot (46)                                             | Romain Vincelot (12)                         |
| Exeter City            | Paul Tisdale                                                             | Scott Golbourne (44)                                             | Jamie Cureton (17)                           |
| Hartlepool United      | Ken Hodcroft                                                             | Leon McSweeney (46)                                              | Antony Sweeney (9)                           |
| Huddersfield Town      | Lee Clark                                                                | Peter Clarke (46)                                                | Jordan Rhodes (16)                           |
| Leyton Orient          | Russell Slade                                                            | Dean Cox (45)                                                    | Alex Revell (13)                             |
| Milton Keynes Dons     | Karl Robinson                                                            | Luke Chadwick, Matthias Kouo Doumbé (44)                         | Sam Baldock (12)                             |
| Notts County           | Craig Short (1ª-13ª) Paul Ince (14ª-29ª) Martin Allen (30ª-46ª)          | Neal Bishop (43)                                                 | Lee Hughes (13)                              |
| Oldham Athletic        | Paul Dickov                                                              | Oumare Tounkara (44)                                             | Chris Taylor (11)                            |
| Peterborough United    | Gary Johnson (1ª-21ª) Darren Ferguson (22ª-46ª)                          | Joe Lewis, Craig Mackail-Smith (45)                              | Craig Mackail-Smith (27)                     |
| Plymouth Argyle        | Peter Reid                                                               | Kári Árnason (40)                                                | Bradley Wright-Phillips (13)                 |
| Rochdale               | Keith Hill                                                               | Marcus Holness, Gary Jones, Chris O'Grady (46)                   | Gary Jones (17)                              |
| Sheffield Wednesday    | Alan Irvine (1ª-26ª) Gary Megson (27ª-46ª)                               | Gary Teale (41)                                                  | Neil Mellor (13)                             |
| Southampton            | Alan Pardew (1ª-3ª) Nigel Adkins (4ª-46ª)                                | Kelvin Davis (46)                                                | Rickie Lambert (21)                          |
| Swindon Town           | Danny Wilson (1ª-33ª) Paul Hart (34ª-44ª) Paul Bodin (45ª-46ª)           | Scott Cuthbert (41)                                              | Charlie Austin (12)                          |
| Tranmere Rovers        | Les Parry                                                                | Aaron Cresswell, Enoch Showunmi (43)                             | Enoch Showunmi (11)                          |
| Walsall                | Chris Hutchings (1ª-21ª) Dean Smith (22ª-46ª)                            | Matt Richards (46)                                               | Julian Gray (10)                             |
| Yeovil Town            | Terry Skiverton                                                          | Dean Bowditch (41)                                               | Dean Bowditch (15)                           |

## Classifica finale
|  | Pos. | Squadra           | Pt | G  | V  | N  | P  | GF  | GS | DR  |
|  | ---- | ----------------- | -- | -- | -- | -- | -- | --- | -- | --- |
|  | 1.   | Brighton          | 95 | 46 | 28 | 11 | 7  | 85  | 40 | +45 |
|  | 2.   | Southampton       | 92 | 46 | 28 | 8  | 10 | 86  | 38 | +48 |
|  | 3.   | Huddersfield Town | 87 | 46 | 25 | 12 | 9  | 77  | 48 | +29 |
|  | 4.   | Peterborough Utd  | 79 | 46 | 23 | 10 | 13 | 106 | 75 | +31 |
|  | 5.   | MK Dons           | 77 | 46 | 23 | 8  | 15 | 67  | 60 | +7  |
|  | 6.   | Bournemouth       | 71 | 46 | 19 | 14 | 13 | 75  | 54 | +21 |
|  | 7.   | Leyton Orient     | 70 | 46 | 19 | 13 | 14 | 71  | 62 | +9  |
|  | 8.   | Exeter City       | 70 | 46 | 20 | 10 | 16 | 66  | 71 | -5  |
|  | 9.   | Rochdale          | 68 | 46 | 18 | 14 | 14 | 63  | 55 | +8  |
|  | 10.  | Colchester Utd    | 62 | 46 | 16 | 14 | 16 | 57  | 63 | -6  |
|  | 11.  | Brentford         | 61 | 46 | 17 | 10 | 19 | 55  | 62 | -7  |
|  | 12.  | Carlisle Utd      | 59 | 46 | 16 | 11 | 19 | 60  | 62 | -2  |
|  | 13.  | Charlton          | 59 | 46 | 15 | 14 | 17 | 62  | 66 | -4  |
|  | 14.  | Yeovil Town       | 59 | 46 | 16 | 11 | 19 | 56  | 66 | -10 |
|  | 15.  | Sheffield Weds    | 58 | 46 | 16 | 10 | 20 | 67  | 67 | ±0  |
|  | 16.  | Hartlepool Utd    | 57 | 46 | 15 | 12 | 19 | 47  | 65 | -18 |
|  | 17.  | Tranmere          | 56 | 46 | 15 | 11 | 20 | 53  | 60 | -7  |
|  | 18.  | Oldham Athletic   | 56 | 46 | 13 | 17 | 16 | 53  | 62 | -9  |
|  | 19.  | Notts County      | 50 | 46 | 14 | 8  | 24 | 46  | 60 | -14 |
|  | 20.  | Walsall           | 48 | 46 | 12 | 12 | 22 | 56  | 75 | -19 |
|  | 21.  | Dag & Red         | 47 | 46 | 12 | 11 | 23 | 52  | 70 | -18 |
|  | 22.  | Bristol Rovers    | 45 | 46 | 11 | 12 | 23 | 48  | 82 | -34 |
|  | 23.  | Plymouth (-10)    | 42 | 46 | 15 | 7  | 24 | 51  | 74 | -23 |
|  | 24.  | Swindon Town      | 41 | 46 | 9  | 14 | 23 | 50  | 72 | -22 |

Legenda:
      Promosso in Football League Championship 2011-2012.
  Ammesso ai play-off.
      Retrocesso in Football League Two 2011-2012.
Regolamento:
Tre punti a vittoria, uno a pareggio, zero a sconfitta.
In caso di arrivo di due o più squadre a pari punti, la graduatoria verrà stilata secondo i seguenti criteri:
- differenza reti
- maggior numero di gol segnati

Note:

Il Plymouth Argyle è stato sanzionato con 10 punti di penalizzazione per violazione delle norme in materia di insolvenza.

## Spareggi

### Play-off

#### Tabellone
|  | Semifinali | Semifinali                | Semifinali | Semifinali | Semifinali |  |  | Finale | Finale            | Finale |  |
|  |            |                           |            |            |            |  |  |        |                   |        |  |
|  | 3          | Huddersfield T. (4-2 dcr) | 1          | 3          | 4          |  |  |        |                   |        |  |
|  | 6          | Bournemouth               | 1          | 3          | 4          |  |  | 3      | Huddersfield Town | 0      |  |
|  | 4          | Peterborough Utd          | 2          | 2          | 4          |  |  | 5      | Peterborough Utd  | 3      |  |
|  | 5          | MK Dons                   | 3          | 0          | 3          |  |  |        |                   |        |  |

#### Semifinali
|                     | Risultati     |                     | Luogo e data                  |
| ------------------- | ------------- | ------------------- | ----------------------------- |
| Bournemouth         | 1-1           | Huddersfield Town   | Bournemouth, 14 maggio 2011   |
| Huddersfield Town   | 3-3 (4-2 dcr) | Bournemouth         | Huddersfield, 18 maggio 2011  |
|                     |               |                     |                               |
| Milton Keynes Dons  | 3-2           | Peterborough United | Milton Keynes, 15 maggio 2011 |
| Peterborough United | 2-0           | Milton Keynes Dons  | Peterborough, 19 maggio 2011  |
|                     |               |                     |                               |

#### Finale
|                   | Risultato |                     | Luogo e data                              |
| ----------------- | --------- | ------------------- | ----------------------------------------- |
| Huddersfield Town | 0-3       | Peterborough United | Manchester (Old Trafford), 29 maggio 2011 |
|                   |           |                     |                                           |

## Statistiche

### Squadre

#### Primati stagionali
Squadre
- Maggior numero di vittorie:  Brighton & Howe Albion e Southampton (28)
- Minor numero di vittorie: Swindon Town (9)
- Maggior numero di pareggi: Oldham Athletic (17)
- Minor numero di pareggi: Plymouth Argyle (7)
- Maggior numero di sconfitte: Notts County e Plymouth Argyle (24)
- Minor numero di sconfitte: Brighton & Howe Albion (7)
- Miglior attacco: Peterborough United (106 gol fatti)
- Peggior attacco: Hartlepool United (47 gol fatti)
- Miglior difesa: Southampton  (38 gol subìti)
- Peggior difesa: Bristol Rovers (82 gol subìti)
- Maggior numero di clean sheet: Brighton & Howe Albion e Southampton (20)
- Minor numero di clean sheet: Dagenham & Redbridge (6)
- Miglior differenza reti: Southampton (+48)
- Peggior differenza reti: Bristol Rovers (−34)

Partite
- Partita con più reti: Peterborough United-Swindon Town 5-4 (9)
- Partita con maggiore scarto di gol: Oldham Athletic-Southampton 0-6 e Peterborough United-Carlisle United 6-0 (6)

### Individuali

#### Classifica marcatori
| Gol | Rigori |  | Giocatore               | Squadra                     |
| --- | ------ |  | ----------------------- | --------------------------- |
| 27  |        |  | Craig Mackail-Smith     | Peterborough Utd            |
| 22  |        |  | Glenn Murray            | Brighton                    |
| 21  | 8      |  | Rickie Lambert          | Southampton                 |
| 21  |        |  | Bradley Wright-Phillips | Charlton (8), Plymouth (13) |
| 18  | 2      |  | Ashley Barnes           | Brighton                    |
| 17  |        |  | Jamie Cureton           | Exeter City                 |
| 17  | 1      |  | Will Hoskins            | Bristol Rovers              |
| 17  | 7      |  | Gary Jones              | Rochdale                    |
| 16  |        |  | Jordan Rhodes           | Huddersfield Town           |
| 15  |        |  | Dean Bowditch           | Yeovil Town                 |
| 15  |        |  | George Boyd             | Peterborough Utd            |

## Riconoscimenti mensili
| Mese      | Manager del mese | Manager del mese | Calciatore del mese | Calciatore del mese |
| Mese      | Allenatore       | Squadra          | Giocatore           | Squadra             |
| --------- | ---------------- | ---------------- | ------------------- | ------------------- |
| Agosto    | Alan Irvine      | Sheffield Weds   | Giles Coke          | Sheffield Weds      |
| Settembre | Gus Poyet        | Brighton         | Casper Ankergren    | Brighton            |
| Ottobre   | Andy Scott       | Brentford        | Anthony Pilkington  | Huddersfield Town   |
| Novembre  | Phil Parkinson   | Charlton         | Johnnie Jackson     | Charlton            |
| Dicembre  | Mick Wadsworth   | Hartlepool Utd   | Sam Collins         | Hartlepool Utd      |
| Gennaio   | Keith Hill       | Rochdale         | Paul Huntington     | Yeovil Town         |
| Febbraio  | Darren Ferguson  | Peterborough Utd | Craig Mackail-Smith | Peterborough Utd    |
| Marzo     | Gus Poyet        | Brighton         | Casper Ankergren    | Brighton            |
| Aprile    | Nigel Adkins     | Southampton      | Neil Mellor         | Sheffield Weds      |